# Teatro de Madrid
El Teatro de Madrid es un teatro situado en el Barrio del Pilar de Madrid (España), junto al Centro Comercial La Vaguada. 

## Construcción
La construcción del teatro formó parte, entre 1987 y 1988, de una de las fases constructivas  del Centro Cultural La Vaguada que lo dotaba así de un auditorio. Sin embargo, este quedó inconcluso, ya que no contaba con el equipamiento técnico indispensable para ejecutar una representación escénica.  Además, estructuralmente no poseía los requisitos necesarios que exige un teatro, condicionando sus posibilidades de uso.
Estos inconvenientes obligaron al Ayuntamiento de Madrid a sacar a concurso la remodelación del auditorio para suplir sus deficiencias, que se ejecutaron entre marzo de 1991 y enero de 1992.

## Inauguración
El Teatro de Madrid nació con ese nombre el 12 de enero de 1992, enmarcado en las infraestructuras propuestas para la celebración de Madrid como Capital Europea de la Cultura.
Inició su programación con un ciclo de zarzuelas, que pretendió ser el primer paso para el establecimiento de un teatro estable del género chico, especializándose finalmente en la danza.

## Cierre
En junio de 2011, al terminar la concesión del ayuntamiento a la empresa Artibus gestionada por José Manuel Garrido Guzmán, el teatro cerró sus puertas de manera temporal, según afirmó el ayuntamiento, "para realizar un estudio estructural de la sala" y "acometer una serie de mejoras, antes de abrir un nuevo proceso de adjudicación" para su gestión.
En febrero de 2018, el área de Cultura del Ayuntamiento publicó la licitación para reformar las oficinas del teatro, que fueron adjudicadas a Pavisan Urbanizaciones S.L. La constructora no cumplió el contrato, lo que obligó al consistorio a proyectar un nuevo concurso.
A fecha de hoy el teatro continúa cerrado y en estado de abandono.

## Referencias

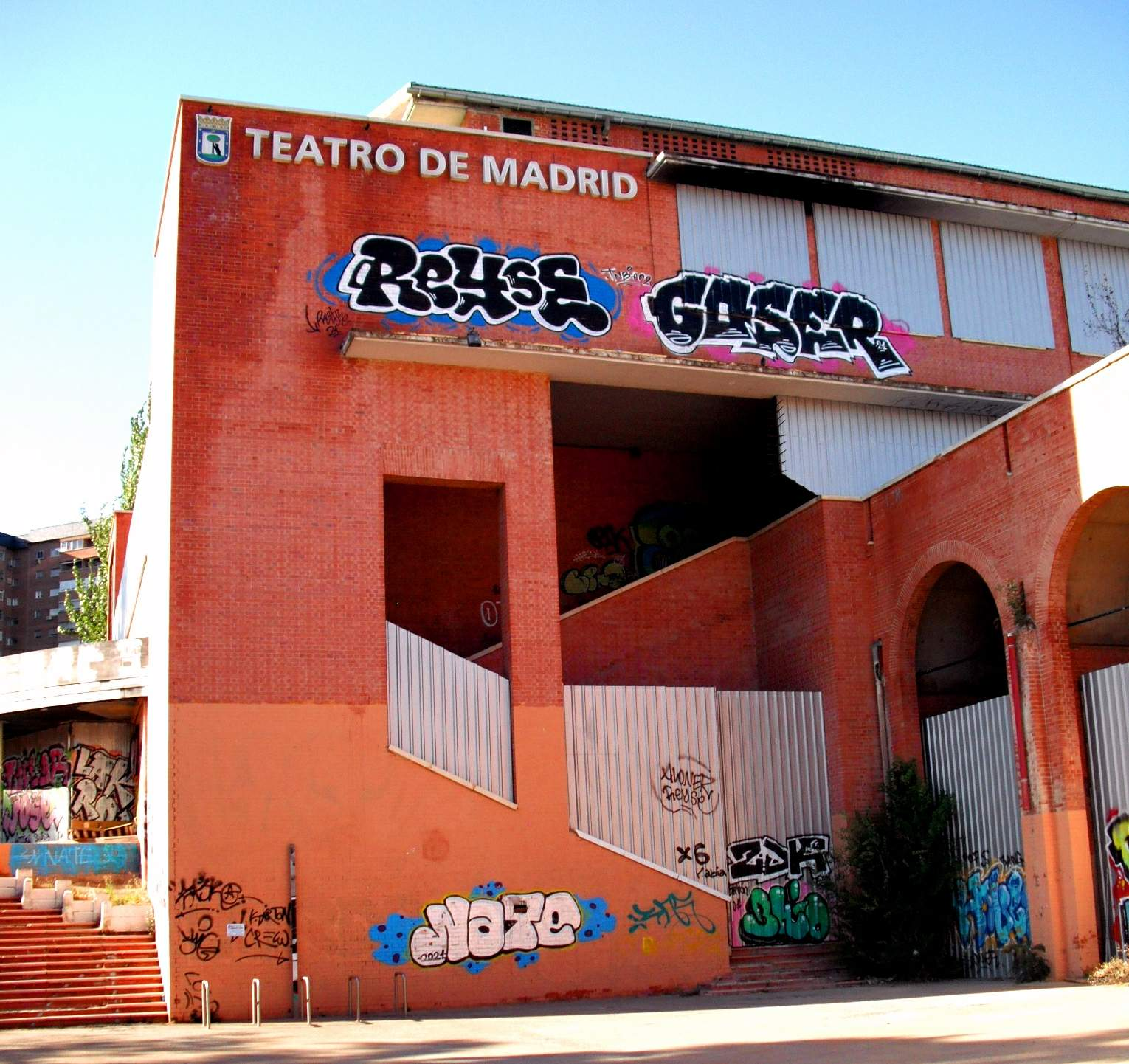
Aspecto del Teatro de Madrid en estado de abandono (imagen de junio de 2022)